# Talmont-Saint-Hilaire
Talmont-Saint-Hilaire là một Xã ở Côte de Lumière, trong tỉnh Vendée trong vùng Pays de la Loire, Pháp. Xã này có diện tích 89,53 km², dân số năm 2006 là 6533 người. Xã này nằm ở khu vực có độ cao trung bình 25 mét trên mực nước biển.

## Biến động dân số
| Năm | 192   | 1968  | 1975  | 1982  | 1990  | 1999  | 2006  |
| --- | ----- | ----- | ----- | ----- | ----- | ----- | ----- |
| Dân số | 3 394 | 3 424 | 3 347 | 3 865 | 4 409 | 5 363 | 6 533 |
| From the year 1962 on: No double counting—residents of multiple communes (e.g. students and military personnel) are counted only once. |       |       |       |       |       |       |       |